# Santa Práxedes (Vermeer)
Santa Práxedes es una pintura al óleo de autoría controvertida: deriva de otra casi idéntica pintada por Felice Ficherelli y los últimos análisis confirman que es obra juvenil de Vermeer, cuya firma ostenta. Por su tema religioso y por su estética difiere bastante de la producción habitual del maestro holandés. 
La imagen repite la composición de otro cuadro catalogado como obra segura de Ficherelli, perteneciente a una colección privada de Ferrara. La diferencia más obvia entre ambos es la ausencia de crucifijo en las manos de la santa en la de Ferrara. La versión de Vermeer hubo de pintarse hacia 1655, siendo posiblemente su primer cuadro conservado. La producción de Vermeer es muy escasa, al igual que los datos sobre su vida y formación. La primera obra fechada de Vermeer es La alcahueta, de 1656.
El cuadro representa a la mártir Santa Práxedes al comienzo de la persecución de los romanos. En primer plano, de rodillas, exprime la sangre de un mártir que yace detrás decapitado, de una esponja a una ornamentada copa. 

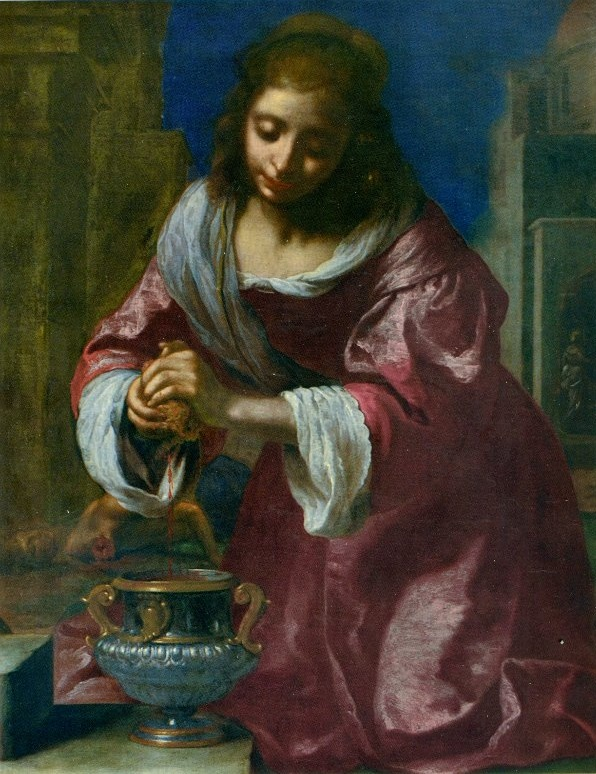
El original de Ficherelli.

Esta versión atribuida a Vermeer empezó a barajarse como obra suya a partir de 1969, y se hizo famosa a partir de 1986, cuando científicos del Metropolitan Museum de Nueva York descubrieron en ella la firma del artista. Al año siguiente fue adquirida para la Colección Barbara Piasecka Johnson (gestionada por una fundación benéfica). En fecha más reciente, unos estudios en el Rijksmuseum de Ámsterdam terminaron por confirmar que los pigmentos empleados son plenamente coincidentes con los de otro cuadro juvenil del artista: Diana y sus ninfas. Ello dejó descartada la posibilidad de que fuese una pintura de origen italiano.
El cuadro permaneció en propiedad de la citada colección Piasecka Johnson hasta el 8 de julio de 2014, fecha de su subasta en la sala Christie's; se adjudicó en 10,7 millones de dólares (7,8 millones de euros). Este precio es ostensiblemente bajo para un artista como Vermeer y se explica porque la obra, de diseño ajeno, no es representativa de su estilo y temática más personales. Otra pintura más típica de él, Dama sentada ante un virginal, alcanzó diez años antes los 24 millones de euros.